# Amanda Kluveld
Amanda Alwien Kluveld (Rotterdam, 1968) is een Nederlandse historica en columniste van Indische afkomst.

## Loopbaan
Kluveld studeerde maatschappijgeschiedenis aan de Erasmus Universiteit Rotterdam. In 1999 promoveerde zij aan de Faculteit der Cultuurwetenschappen van de Universiteit Maastricht op de geschiedenis van de Nederlandse anti-vivisectiebeweging. 
Van 1996 tot 1998 werkte zij tevens bij  Onderwijsontwikkeling en Onderwijsresearch van de UM. Van 1999 tot 2003 was zij universitair docent cultuurgeschiedenis aan de Universiteit voor Humanistiek. Van 2003-2009 werkte zij als universitair docent cultuurgeschiedenis aan de Faculteit der Geesteswetenschappen van de Universiteit van Amsterdam. Thans is zij Universitair Hoofddocent van de opleiding Cultuurwetenschappen/Arts&Culture aan de Faculteit der Cultuur- en Maatschappijwetenschappen van de Universiteit Maastricht. In 2009 was zij mede-oprichter van de Stichting Freedom of Information (FOI), waarvan zij een van de bestuursleden en secretaris is.
Tussen 2001 en 2004 was Kluveld als columniste aan NRC Handelsblad verbonden. Van 2007 tot begin 2009 reageerde zij aanvankelijk samen met Oscar van den Boogaard en later met René Cuperus wekelijks op een stelling op de Forumpagina in de Volkskrant. Per februari 2009 had zij iedere zaterdag een column op volkskrant.nl/opinie. Ook recenseerde zij boeken voor deze krant. Haar artikelen, recensies en columns zijn onder meer verschenen in de Volkskrant, Historisch Nieuwsblad en Trouw. In deze columns en opiniestukken gaat ze onder meer in op onderwerpen als christenvervolging en maakt zij zich sterk voor de SGP. In 2019 werd zij de voorzitter van de Universiteitsraad van de Universiteit Maastricht. Zij werd herbenoemd in 2021 en legde in 2022 de functie neer. 
Kluveld is tevens columnist van Geschiedenis Magazine en was vanaf 2007 enkele jaren vast panel-lid bij het wekelijkse radioprogramma van Theodor Holman voor de Humanistische Omroep, Desmet live dat sinds 2008 vanuit de Openbare Bibliotheek Amsterdam wordt uitgezonden onder de naam OBA Live. In 2007 publiceerde Kluveld Pijn. De terugkeer naar het paradijs en de wens er weer uit te ontsnappen, een cultuurhistorische studie over pijn die voor de Max Pam Award werd genomineerd. Samen met Max Pam maakte zij in 2008 voor de Humanistische Omroep de korte documentaire Bijna zo erg als de Denen, Jonathan Israel over Nederland en de Verlichting. In 2009 publiceerde zij bij de Arbeiderspers het boek Mens en Dier. Verbonden sinds de zesde dag, over de historische en filosofische wortels van dierenbescherming, dierenrechten en extreme dierenactivisten. Zij publiceerde in 2017 het boek Gewetensvrijheid in het Geding bij de Guido de Brès-Stichting  Wetenschappelijk Instituut van de SGP.
Holocaust Onderzoek
In 2017 stopte zij met haar columns en publieke optredens omdat zij zich geheel wilde concentreren op haar onderzoek naar de geschiedenis van vervolging, verzet en genealogie.Zo publiceerde zij over een buitencommando van Joodse dwangarbeiders in Amersfoort in The International Review of Jewish Genealogy Avotaynu. Zij ontdekte een tot dan toe onbekende brief van Harpo Marx waarover zij werd geïnterviewd in de Joods-Amerikaanse krante The Forward.   Zij publiceerde het artikel The “Zigeunertransport” from The Westerbork transit camp. A proposal for an internationally embedded historiography of Netherlands Sinti and Roma in German Concentration Camps over het transport met Roma en Sinti vanuit doorgangskamp Westerbork naar Auschwitz-Birkenau  op 19 mei 1944 in Revue d’Histoire de la Shoah en sprak daar over in Parijs op uitnodiging van het Mémorial de la Shoah. In 2022 mocht zij toetreden tot de International Institute for Jewish Genealogy (IIJG). Dat jaar publiceerde zij ook bij de Amsterdam University Press het boek Engaged Humanities. Daarin schreef zij het hoofdstuk Revisiting a Vanished Shtetl: A Reconstruction of the Everyday Life of the Jews of Interwar Grodzisko Dolne Based on Oral and Written Testimonies of Holocaust Survivors 
Overgang van humanisme naar christendom
Later nam Kluveld afstand van het humanisme. Zij ging zich meer interesseren voor de christelijke godsdiensten, met name voor de behoudende reformatorische. Zij trad korte tijd toe tot de Hersteld Hervormde Kerk maar kon zich daar niet geheel in de leer vinden en nam een onderzoeksbeurs aan van de Staatkundig Gereformeerde Partij. Zij koos ook voor een scherpe anti-islamitische opstelling, zij betitelde de islamitische godsdienst als "een valse godsdienst" en noemde het christendom "superieur".Daarmee nam ze het op tegen Tariq Ramadan.

## Nevenfuncties
Kluveld was tot 2003 lid van het hoofdbestuur van het Humanistisch Archief. Vanaf 2005 maakte zij deel uit van het hoofdbestuur van de Nederlandse Vereniging tot Bescherming van Dieren (de Dierenbescherming), thans raad van toezicht. In maart 2009 legde zij haar bestuursfunctie bij de dierenbescherming neer omdat haar opvattingen over dierenbescherming zoals zij deze in haar boek Mens en Dier en in een interview met HP/De Tijd door Bart Jan Spruyt verwoordde, voor commotie binnen de vereniging zorgden. In 2007 was zij voorzitter van de jury van de P.C. Hooft-prijs die de oeuvreprijs voor essays 2008 toekende aan socioloog Abram de Swaan. Zij was tot augustus 2009 lid van de redactieraad van Folia Civitatis het universiteitsblad van de Universiteit van Amsterdam.